# West Side Boys
West Side Boys (с англ. — «Парни из Вест-Сайда»), также West Side Niggaz (с англ. — «Нигги из Вест-Сайда») и West Side Junglers — сьерра-леонская вооруженная группировка времен Гражданской войны, которую иногда называют отколовшейся фракцией Революционного совета вооруженных сил.
Группировка захватила и удерживали в плену миротворцев Миссии ООН в Сьерра-Леоне, а в августе 2000 года захватили патруль британских солдат из Королевского ирландского полка и офицера связи армии Сьерра-Леоне. В сентябре 2000 года группировка была уничтожена Особой воздушной службой в ходе операции «Баррас».
На группу сильно повлиял американский рэп и гангста-рэп, особенно творчество Тупака Шакура, и изображенная в нём «гангстерская» культура. Поскольку название «Вестсайдские ниггеры» было бы совершенно неприемлемой фразой для использования в СМИ, название было изменено на более безобидное «Вестсайдские парни». До уничтожения группа состояла примерно из 600 человек, но позже около 200 боевиков дезертировали.
Многие члены группы были детьми-солдатами, похищенными после убийств их родителей. Некоторых из этих детей заставляли участвовать в пытках и убийствах своих же родителей, они сами также подвергались жестокому обращению и издевательствам. Большинство членов активно употребляли поё (домашнее пальмовое вино), марихуану и героин, купленный на кровавые алмазы. Эти же алмазы использовались для закупки многих видов оружия, от винтовок FN FAL, автоматов АК-47 и АКМ и гранатометов РПГ-7 до 81-мм минометов и зенитных орудий ЗПУ-2. Большинство автомобилей банды было угнано у продовольственных конвоев ООН.

## История
Во времена активности «West Side Boys», большая часть Сьерра-Леоне контролировались повстанцами. Однако никаких доказательств связи с главной повстанческой группировкой в Сьерра-Леоне, Объединенным революционным фронтом, не существовало.
Группировка часто попадала в поле зрения британских СМИ, отчасти из-за похищения британских солдат и их яркого характера, как сообщает BBC: «Они были известны тем, что носили причудливую одежду — в основном женские парики и шлепанцы, и почти постоянно были пьяны.»
В статье 2008 года, опубликованной в Журнале современных африканских исследований, предлагается альтернативный взгляд на Вестсайдских парней как на эффективное военное подразделение, использующее военные и политические методы для достижения определённых целей, в отличие от других преступных группировок, не имеющих политической цели, и порожденных вечным беззаконием и социальным распадом страны.